# Jakub Danačík
Jakub Danačík (* 22. September 1988) ist ein ehemaliger tschechischer Radrennfahrer.

## Sportlicher Werdegang
Als Junior war Danačík Mitglied der Nationalmannschaft und startete bei Welt- und Europameisterschaften. Nach dem Wechsel in die U23 fuhr Danačík von 2007 bis 2010 für das tschechische UCI Continental Team PSK Whirlpool-Hradec Králové. In seinem ersten Jahr dort wurde er nationaler U23-Meister im Straßenrennen. International erzielte er einen vierten und einen fünften Etappenplatz bei der Kroatien-Rundfahrt 2007.
In den folgenden drei Jahren blieb Danačík ohne nennenswerte Ergebnisse. Nach der Saison 2010 beendete er im Alter von 22 Jahren seine Karriere als Radrennfahrer.

## Erfolge
2007
- Tschechischer Meister (U23) – Straßenrennen